# Nitrazepam
Nitrazepam (merknaam: Mogadon) is een benzodiazepine die, ondanks de langdurige werking (halveringstijd 16-38 uur), in 1965 op de markt gebracht is als slaapmiddel. Zoals alle benzodiazepinen heeft nitrazepam ook kalmerende, anti-convulsieve en spierontspannende werking. Bij gebruik kan sprake zijn van amnesie.  Nitrazepam mag niet langer dan een paar weken achtereen gebruikt worden vanwege het optreden van gewenning en ontwenningsverschijnselen bij stoppen na langdurig gebruik.
Toepassing als anti-epilepticum vindt plaats bij bepaalde epilepsiesyndromen als het syndroom van West en het syndroom van Lennox-Gastaut.
Bij slaapstoornissen verdienen andere maatregelen de voorkeur en als het echt niet anders kan een korter werkend middel.